# Magnacavallo
Magnacavallo est une commune italienne de la province de Mantoue, dans la région Lombardie.

## Administration
| Période                                  | Période | Identité | Étiquette | Qualité |
| ---------------------------------------- | ------- | -------- | --------- | ------- |
|                                          |         |          |           |         |
| Les données manquantes sont à compléter. |         |          |           |         |

### Hameaux
Parolare, Vallazza

### Communes limitrophes
Borgofranco sul Po, Carbonara di Po, Poggio Rusco, Revere, Sermide, Villa Poma